# Ligne Cascades d'Amtrak
La ligne Cascades d'Amtrak est une ligne de train de voyageurs dans le nord-ouest du Pacifique, exploitée par Amtrak en partenariat avec les États américains de Washington et de l'Oregon et la province canadienne de la Colombie-Britannique. Son nom provient de la chaîne de montagnes des Cascades que le parcours suit en parallèle.
Cette ligne constitue un corridor qui s'étend sur 253 kilomètres de Vancouver, en Colombie-Britannique au sud de Seattle, État de Washington, et continue sur 500 kilomètres vers le sud via Portland, à Eugene, dans l'Oregon. Toutefois aucun train ne circule sur toute la longueur totale de 753 km de Vancouver à Eugene.
Il est prévu pour décembre 2017, deux trains quotidiens dans le sens Vancouver, Seattle ou Portland, six trains quotidiens entre Seattle et Portland, et deux trains entre Eugène et Seattle ou Portland. Pour les trains qui ne desservent pas directement Vancouver ou Eugène, des correspondances sont assurées par le service d'autocar d'Amtrak Thruway Motorcoach.
Depuis l'exercice annuel 2016, le Cascades d’Amtrak est la huitième ligne américaine la plus fréquentée avec un total annuel de 792 481 passagers,.

## Histoire

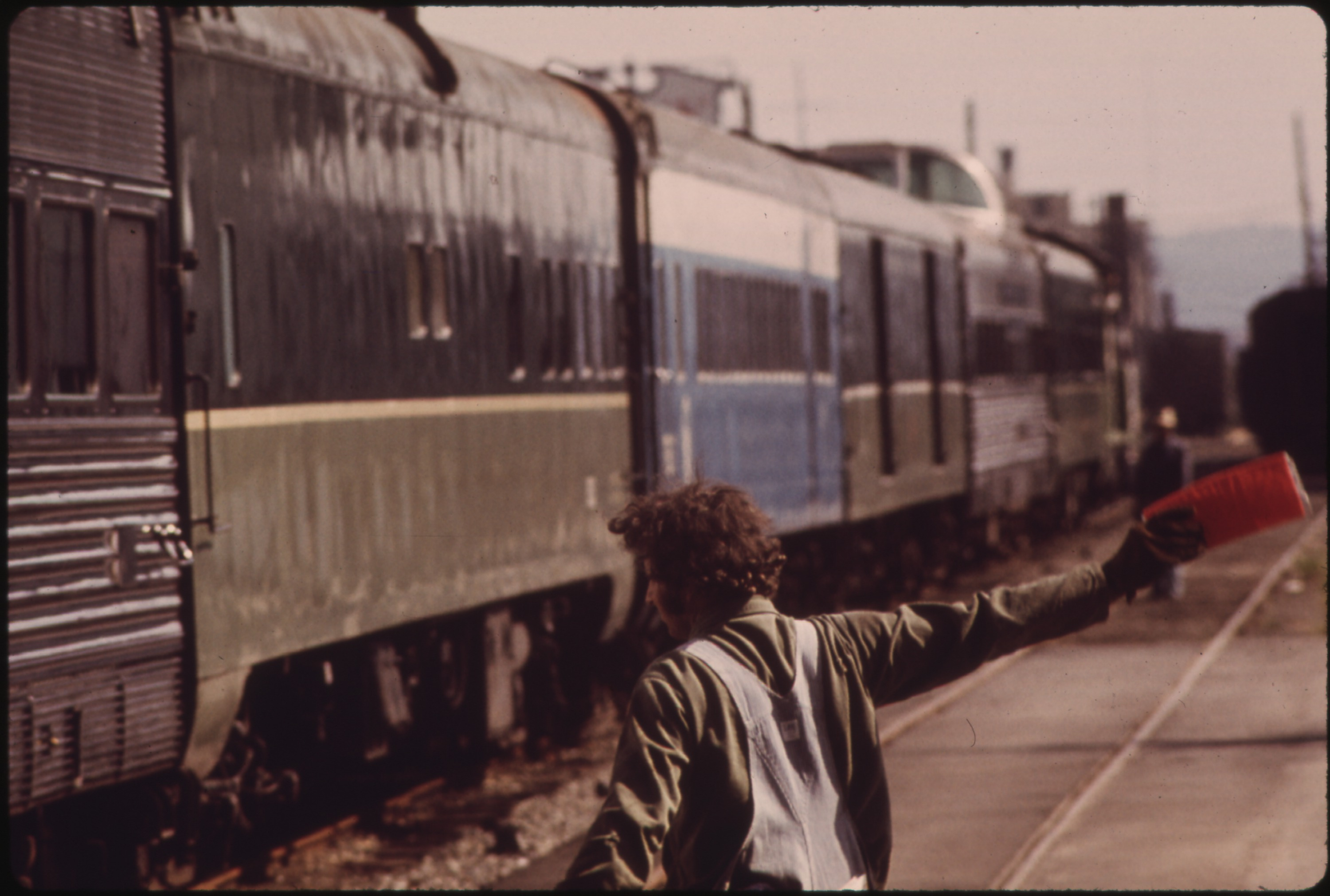
Le Mont Rainier, en 1974.

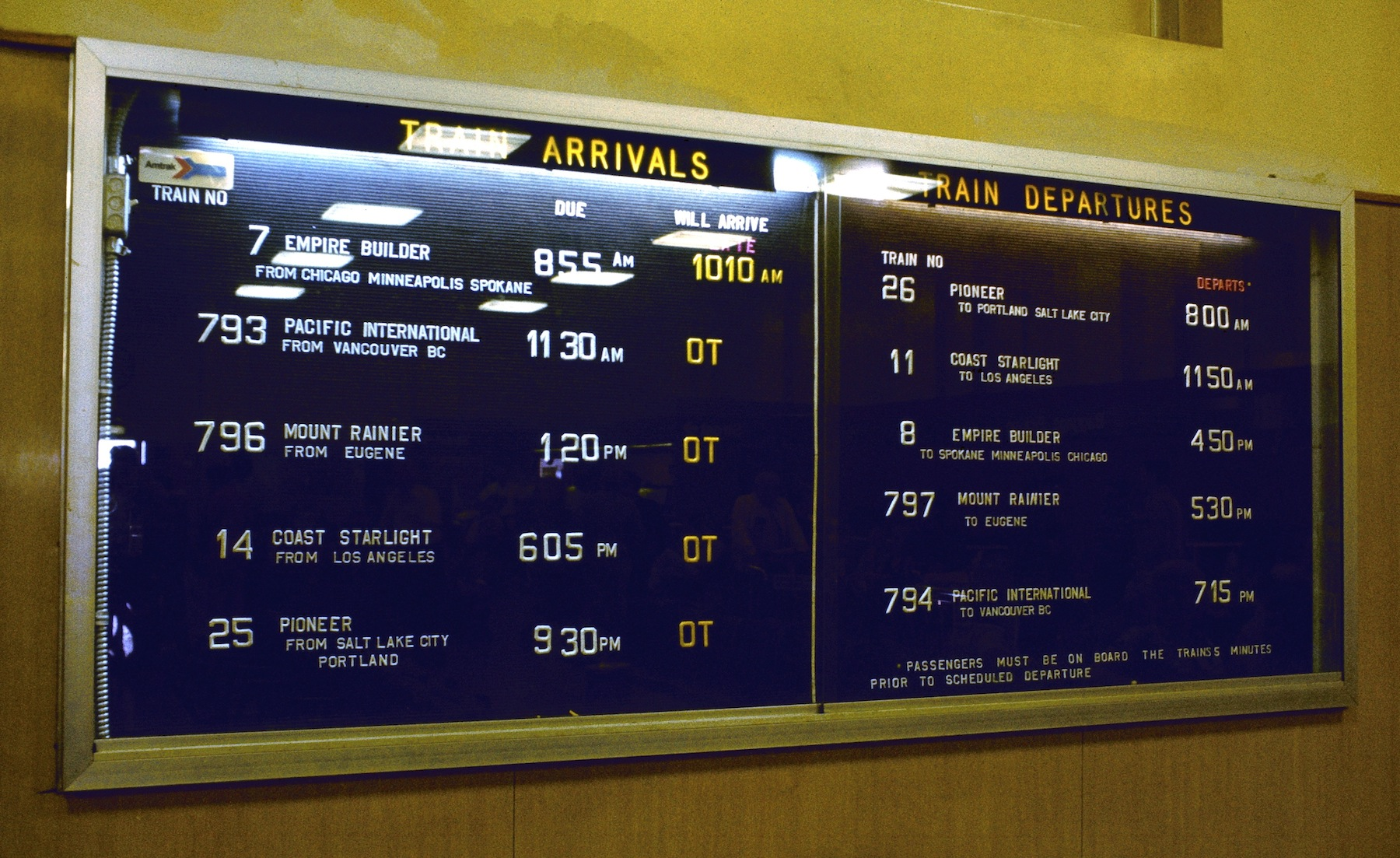
Tableau des départs à Seattle, King Street Station en 1981, affichant le Mont Rainier, le Pacific International et d'autres trains, abandonnés depuis.

Le service de train de voyageurs Cascades a été à l'origine conçu comme un partenariat entre le Northern Pacific, le Great Northern Railway et l'Union Pacific.
Amtrak a pris le contrôle des activités ferroviaires de voyageurs interurbains le 1er mai 1971. Le service initial sur le corridor Seattle–Portland se composait de trois allers-retours, sans aucun service vers Vancouver, en Colombie-Britannique ou vers le sud, à Eugène. Les trains n'avaient pas de nom particulier jusqu'en novembre 1971, lorsque les deux corridor de trains ont été baptisés Mont Rainier et Puget Sound et le train à longue distance (avec service du Sud de la Californie) est devenu le Coast Starlight.
Le service ferroviaire de voyageurs a redémarré vers Vancouver, en Colombie-Britannique le 17 juillet 1972, avec l'inauguration du Pacific International, qui a fonctionné avec une voiture-dôme (inhabituel pour des petits trajets),. Ce train fut le premier service international d'Amtrak.
L'évolution majeure suivante du service dans le corridor est survenue le 7 juin 1977, lorsque Amtrak introduisit la train à longue distance Pioneer entre Seattle, Portland et Salt Lake City, Utah. Pour maintenir le même niveau de service entre Seattle et Portland, le Puget Sound a été éliminé, et l'horaire du Mont Rainier a été remanié:59.
Le corridor est élargi vers le sud de Portland, à Eugene, le 3 août 1980 avec l'ajout du Vallée de Willamette, qui a fonctionné avec deux trains allers et retours, financièrement subventionnés par l'État de l'Oregon.
Le Pacific International et le Vallée de Willamette eurent du mal à attirer les voyageurs et ont été abandonnés en septembre 1981 et décembre 1981, respectivement.
Ne restèrent plus que trois trains sur le corridor Seattle–Portland : le Coast Starlight, le Pionnier et le Mont Rainier, soit le même niveau de service que le jour Amtrak commença l'exploitation une décennie avant. La situation demeura inchangée pendant les 13 années suivantes.

### Expansion dans les années 1990 et les années 2000

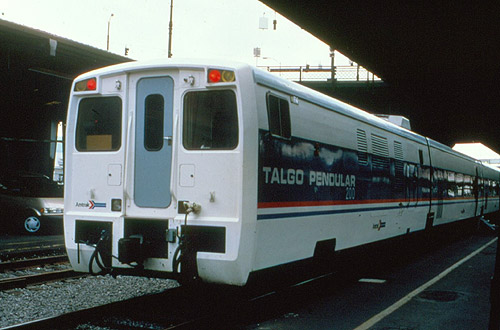
Le Northwest Talgo à Portland en août 1994

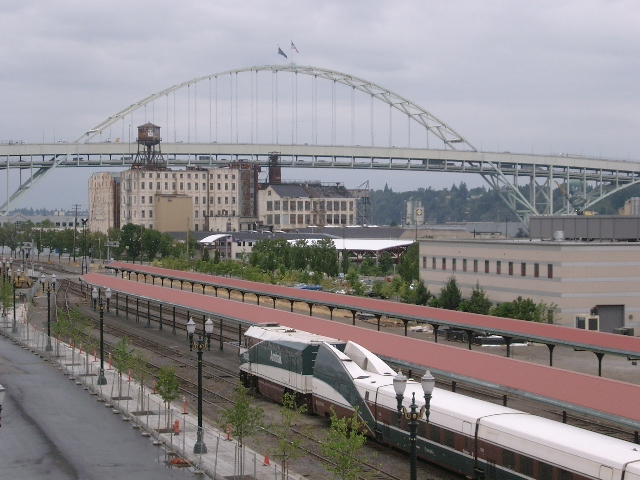
Un train Amtrak Cascades d'Amtrack à Portland, dans l'Oregon avec une NPCU en tête.

En 1994, Amtrak a débuté un essai de six mois de la technologie Talgo au sein du couloir Seattle–Portland. Amtrak a baptisé ce service Northwest Talgo, et a annoncé qu'elle mettrait en place ensuite en service un second train, classique celui-ci, sur ce corridor (complétant le Mont Rainier). Le service régulier a commencé le 1er avril 1994.
Se tournant vers l'avenir, Amtrak réalisa un voyage de promotion de Vancouver à Eugene. Amtrak a annoncé le remplacement du Mont Adams, le 30 octobre,. À la même époque,l'État de l'Oregon et Amtrak se mirent d'accord pour prolonger le Mont Rainier vers Eugène en juin 1995, l'Oregon payant les deux tiers des 1,5 million de dollars de subvention.
Le Service retourna à Vancouver le 26 mai 1995, lorsque le Mont Baker International a commencé à fonctionner entre Vancouver et Seattle. L'État de Washington loua du matériel Talgo similaire au démonstrateur à partir de 1994,. Amtrak a alors renommé Cascadia son Mont Rainier en octobre 1995; le nouveau nom reflète la coopération entre les états de l'Oregon et de Washington.
Un troisième train du corridor Seattle-Portland fut introduit en 1998, en remplacement du Pioneer. Au printemps 1998, les trois Seattle–Portland/Eugene ont été assurés à l'aide de matériel Talgo loué, tandis que le train de Vancouver utilisait du matériel classique. Amtrak lança une marque temporaire Pacifique Nord-Ouest pour les quatre trains, abandonnant leurs noms individuels, en vue de l'introduction de nouvelles rames Talgo de matériel à construire aux États-Unis et détenus par l'état de Washington.
Amtrak a annoncé la nouvelle marque Amtrak Cascades à l'automne 1998 ; le nouvel équipement est mis en service en décembre,. Amtrak introduisit un deuxième train à Eugène, à la fin des années 2000.
Du milieu des années 1990 au 12 mai 2008, les horaires d'Amtrak comportaient un service complet, avec voiture-restaurant disponible sur les trains en direction du nord de Seattle, King Street Station à Vancouver, en Colombie-Britannique. Les trains au Sud de Portland (Oregon) quant à eux ne bénéficièrent d'un service de restauration que jusqu'au 16 mai 1999.
En 2004, le programme Rail Plus, permit la billetterie croisée des trains de banlieue Sound Transit et de ceux d'Amtrak entre Seattle et Everett sur certaines trains Cascades.
Le corridor a continué de se développer au cours des dernières années, avec un autre train Portland-Seattle arrivant en 2006, et le service très attendu entre Vancouver et Portland, éliminant la correspondance à Seattle, le 19 août 2009, un projet pilote visant à déterminer la faisabilité d'un train permanent sur cette ligne.
Comme le gouvernement fédéral canadien demandait à Amtrak de payer les coûts de contrôle de frontière pour le deuxième train, la fin du service fut envisagée pour le 31 octobre 2010. Cependant, l'État de Washington et les fonctionnaires canadiens eurent des discussions dans une tentative de maintenir le service, qui résultèrent en l'abandon définitif par le gouvernement du Canada de son projet de taxe.
Deux allers et retours supplémentaires entre Seattle et Portland ont été ajoutés le 18 décembre 2017; un départ tôt le matin de chaque ville et un retour en fin de soirée, permettant ainsi  les voyages d'affaires entre les deux villes dans la journée,,. Le premier jour de service, un train a déraillé à l'extérieur de Seattle.

## Matériel roulant

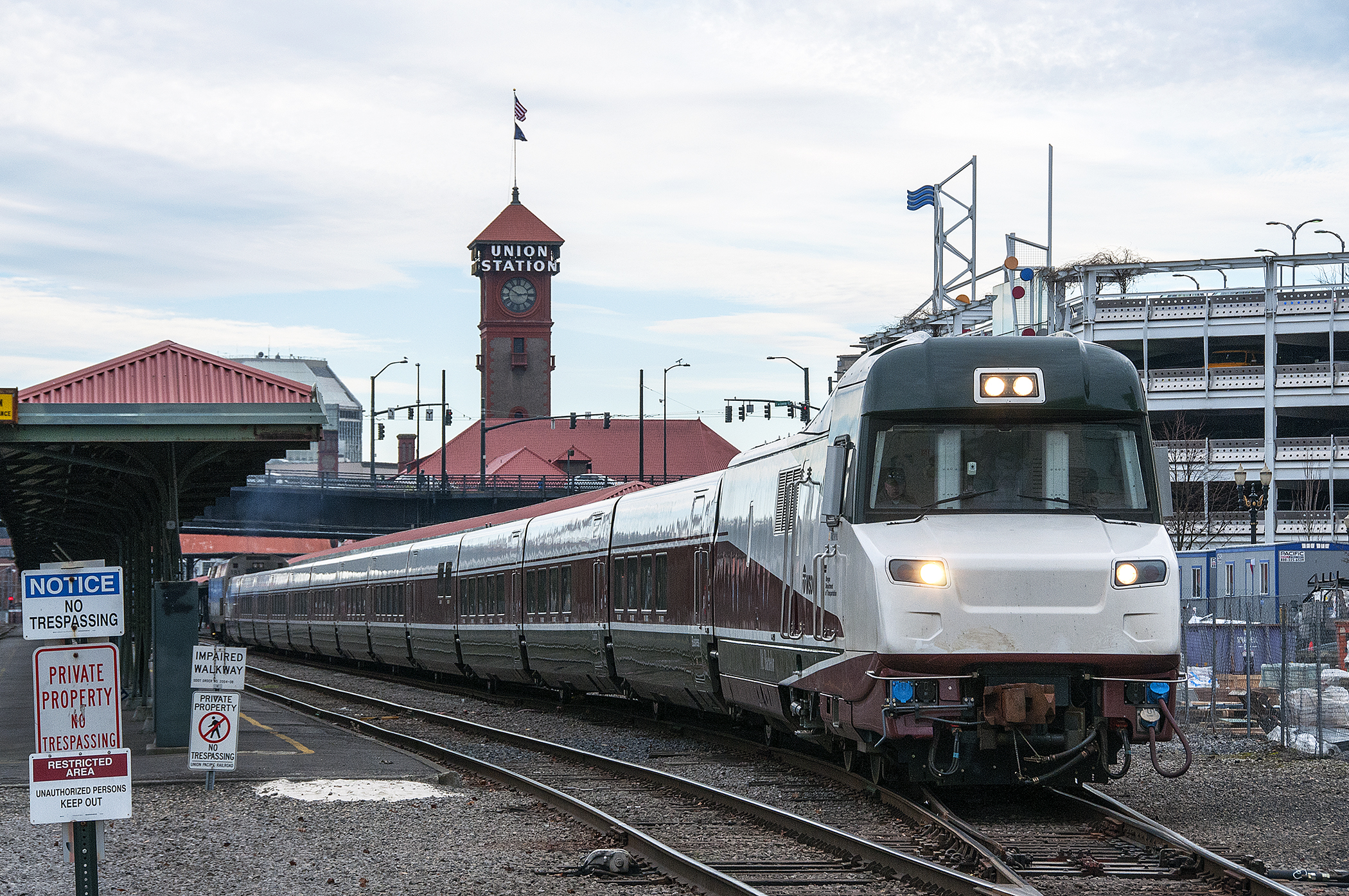
Un Talgo de la Série 8 au départ de la Gare Union de Portland avec le mécanicien dans la cabine située dans la voiture pilote.

Le service Cascades est assuré à l'aide de sept rames articulées, fabriquées par Talgo, une société espagnole. Ces voitures sont conçues pour s'incliner (ou penduler) de manière passive dans les courbes, permettant au train de négocier ces dernières à des vitesses plus élevées qu'un train classique. La technologie pendulaire permet de réduire le temps de déplacement entre Seattle et Portland de 25 minutes. L'état actuel de la voie exige toutefois pour la sécurité de limiter la vitesse du train à 79 m.p.h (127 km/h), bien que les rames soient conçues pour une vitesse maximale par construction de 124 m.p.h (200 km/h), vitesse commerciale courante en Espagne et sur les prolongements vers une partie de l'Europe.

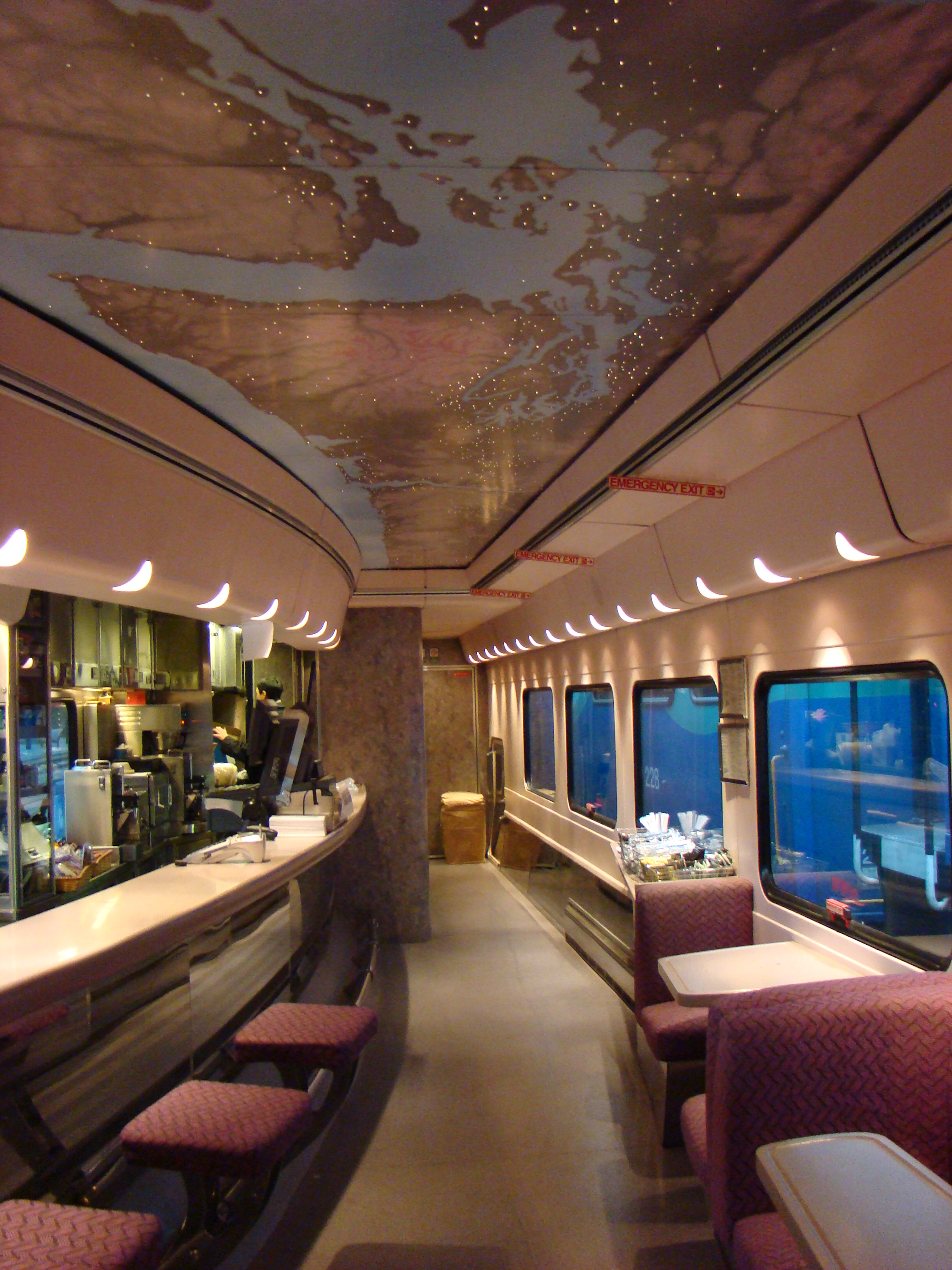
À l'intérieur d'une;voiture-bistro Talgo Série VI avec une carte du Pacifique nord-ouest (où le train se déplace) au plafond.

Une composition type d'une rame comporte 12 ou 13 voitures: un fourgon à bagages, deux voitures  "classe affaires", une voiture salon, une voiture café (aussi dénommée voiture-Bistro), six ou sept voitures classe "Coach ", et un fourgon générateur (qui abrite un générateur et d'autres équipements). Les rames sont généralement tractées par une locomotive EMD F59PHI  dont la livrée est assortie à celle des voitures. En outre les rames sans voiture pilote sont couplés a l'extrémité opposé à la locomotive avec une NPCU (Non-Powered Control Unit), une ancienne locomotive dé-motorisée, usage assez fréquent chez Amtrack. La NCPU également peinte aux couleurs de la rame, est donc utilisée comme une voiture pilote:140.

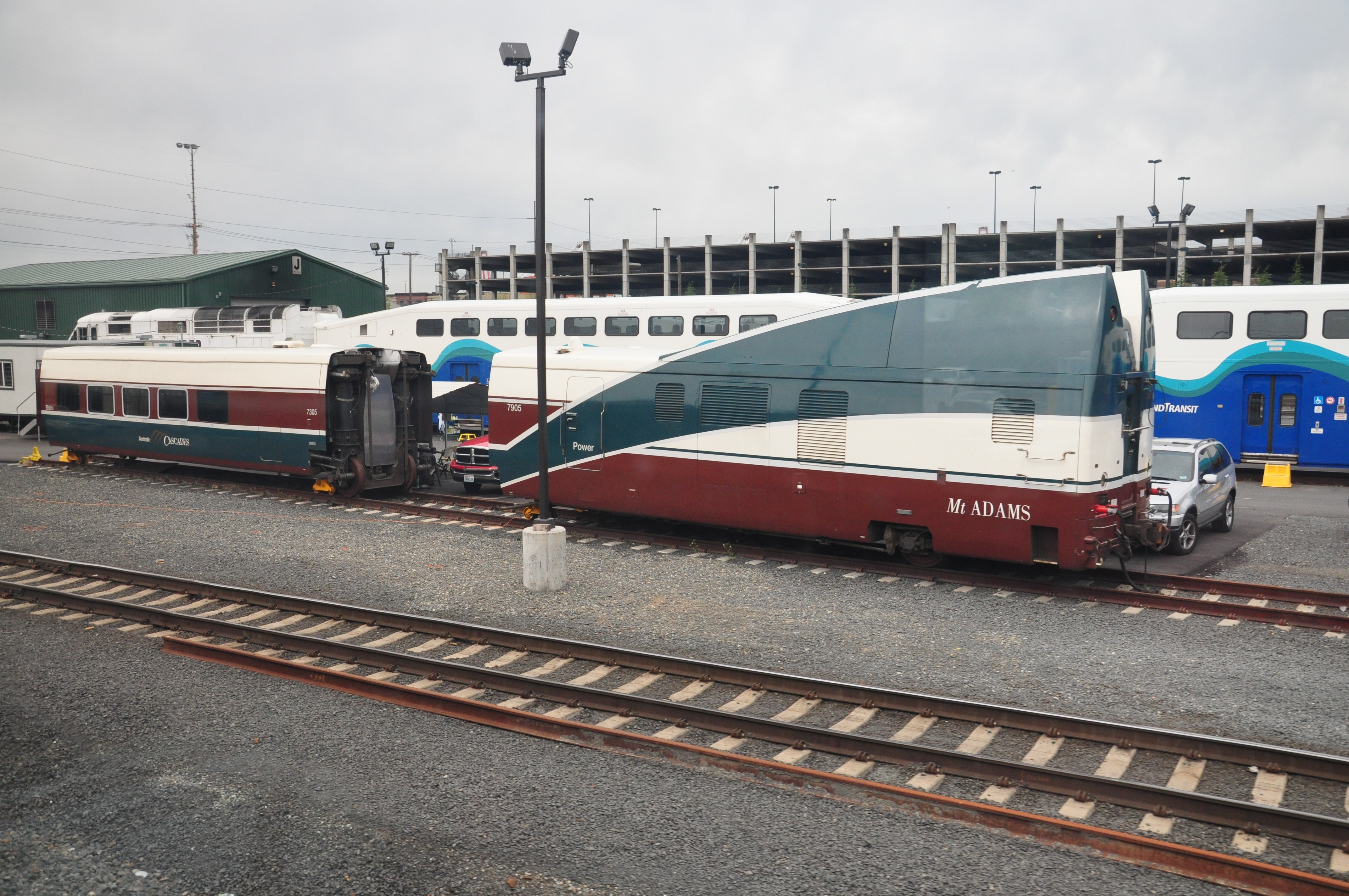
Un fourgon générateur Talgo Série VI séparé à partir d'une voiture Coach. Remarquez l'essieu partagé entre les deux véhicules, caractéristique de la technologie Talgo.

La flotte se compose de cinq rames Talgo Série VI construites en 1998 et deux rames Talgo de la Série 8 construites en 2013. Les services offerts par les différents types de rames sont similaires, mais il y a quelques différences mineures entre les deux modèles. La différence la plus notable est que les rames de la Série  VI, la plus ancienne, ont des carénages de 7 pieds (2,13 m) de haut aux deux extrémités du train pour gérer esthétiquement et de façon aérodynamique la différence de hauteur entre la rame surbaissée (gage de stabilité) et la locomotive de grande taille. Les rames de la Série 8 n'ont pas de tels carénages, mais plutôt une cabine intégrée dans le fourgon générateur permettant le fonctionnement en réversibilité (ou pousse). Il y a aussi des différences mineures dans les aménagements intérieurs.
Les services Cascades ont commencé à l'Automne 1998, avec quatre rames de la Séries VI, deux ont été détenues par le Washington State Department of Transportation (WSDOT) et deux étaient la propriété d'Amtrak. Chaque rame a été construite avec 12 voitures et un ensemble de six voitures de réserve, avec fourgon à bagages, voiture "classe affaires", voiture-salon, voiture café et deux voitures classe "coach" a également été acquis.
En 1998, Amtrak a aussi acheté une rame supplémentaire Série VI pour une expérimentation entre Los Angeles et Las Vegas. Cette rame a été construite avec deux voitures "coach" supplémentaires portant le total de voitures de la rame à 14. La démonstration de l'itinéraire n'a pas donné lieu à un financement, et en fait le WSDOT a acheté le train en 2004 pour améliorer le service. L'achat a également permis à Amtrak et WSDOT de redistribuer les voitures "coach". En utilisant les deux autres coaches, à partir de cette nouvelle rame et en y mettant les deux coaches de réserve du service régulier, les agences ont été en mesure de créer quatre rames de 13 voitures et une rame 12.
En 2013, l'Oregon Department of Transportation (ODOT) acheta les deux Séries de 8 rames afin de permettre la poursuite de l'expansion des services. Chaque rame est constituée de 13 voitures.
Le matériel Cascades est peint avec une livrée spécifique composée des couleurs suivantes : vert foncé (Amtrack l'appelle evergreen), cappuccino (brun), et crème. Les rames sont baptisées du noms des sommets de la montagne dans le Pacifique nord-ouest (nombreux dans la Cascade de Gamme). Les quatre première rames de la Série VI ont été nommées Mont Baker, Mont Hood, Mont Olympe et Mont Rainier. La rame de la Série VI construite pour fonctionner entre Las Vegas et Los Angeles, a été baptisée Mont Adams quand elle a été achetée par l'état de Washington. Les rames de la Séries de 8 rames sont nommées Mont Bachelor et Mont Jefferson.
Au début de 2014, le Washington State Department of Transportation (WSDOT), a attribué un contrat à Siemens États-Unis pour la fabrication de 8 nouvelles locomotives  Siemens Charger pour les Cascades. La commande faisait partie d'un plus grand achat en commun entre l'Illinois, la Californie, le Michigan et le Missouri. Ces locomotives ont été livrées à WSDOT en Été 2017 et sont entrées en service à la fin de 2017,. Ces locomotives permirent d'ajouter deux parcours supplémentaires dans le cadre du projet de Déviation de Point Defiance et de remplacer les six locomotives EMD F59PHI louées à Amtrak.

## Financement
Le financement pour l'itinéraire est assuré séparément par les États de l'Oregon et de Washington, avec la Gare Union à Portland formant ligne de séparation entre les deux. À compter du 1er juillet 2006, l'État de Washington a financé quatre trajets aller-retour entre Seattle et Portland. Cet état finance également deux trajets aller-retour entre Seattle et Vancouver, en Colombie-Britannique. L'Oregon finance deux trajets aller-retour entre Eugene et Portland. Les sept rames sont organisées en roulements semi-réguliers, aucun train n'ayant affecté à un itinéraire particulier.

### Les partenariats locaux
En contrepartie du service financé conjointement par les ministères des transports des états de Washington et de l'Oregon, les organismes de transports en commun et les municipalités locales, Cascades peut offrir une variété de réductions, y compris les réductions du billet accompagnateur.
- Les détenteurs du FlexPass et de l'Upass de l'Université de Washington peuvent recevoir une réduction de 15% (ce taux peut varier) sur tous les trajets Cascades. Les employeurs qui participent à ces programmes peuvent également recevoir gratuitement un nombre limité de bons de réduction compagnon à des fins de distribution à leurs employés[33].
- Le programme Sound Transit RailPlus permet aux utilisateurs quotidiens des trains Cascades entre Everett et Seattle de bénéficier de la structure tarifaire des trains de banlieue Sounder[34].

Les services Cascades bénéficient également de l'amélioration des voies du Sound Transit, notamment la Déviation de Point Défiance.

## Service actuel et carte
Les trains effectuent deux principaux services : entre Vancouver, BC et Portland, et entre Seattle et Eugène.

## Modifications proposées
Selon son plan à long terme, le Bureau de Plannication du Rail du WSDOT Rail Bureau envisage un éventuel service de 13 allers et retours quotidiens entre Seattle et Portland et de 4 à 6 allers et retours entre Seattle et Bellingham, avec quatre d'entre eux prolongés à Vancouver. Le Cascades parcourt l'ensemble du projet de Corridor Ferroviaire à Grande Vitesse Nord-Ouest Pacifique et les améliorations progressives ont pour but d'autoriser un éventuel relèvement de vitesse du service. Selon WSDOT, "les centaines de courbes" dans l'itinéraire actuel et "le coût d'acquisition de terrains et de construction d'une nouvelle voie" sont d'un coût si prohibitif que seulement une vitesse de 110 m.p.h (177 km/h) peut être atteinte.
L'éventuel train à grande vitesse en service selon le plan à long terme devrait se traduire dans la suite par des temps de trajet :
- de Seattle à Portland– 3:30 (2006); 3:20 (2017, en supposant l'achèvement de la déviation de Point-Defiance
- de Seattle à Vancouver – 3:55 (2006); 2:45 (prévu)
- Vancouver à Portland– 7:55 (2009); 5:25 (prévu)

Afin d'augmenter la vitesse des trains et la fréquence pour atteindre ces objectifs, un certain nombre de projets d'amélioration de la voie doivent être réalisés. La signalisation doit être améliorée, certains passages à niveau doivent être supprimés, la voie doit être remplacée ou mise à niveau et la capacité des gares et stations doit être augmentée.
Afin d'étendre le deuxième aller et retour quotidien Seattle à Bellingham à Vancouver, le BNSF a été requis de procéder aux améliorations au Canada, pour lesquelles le gouvernement de la Colombie-Britannique a demandé de contribuer financièrement. Le 1er mars 2007, un accord a été conclu entre la province, Amtrak, et le BNSF permettant un deuxième train à Vancouver. Le projet a impliqué la création d'une voie d'évitement de 11 000 pieds (3350 m)  dans le Delta, en Colombie-Britannique, pour un coût de 7 millions de dollars US; la construction a débuté en 2007 et a été achevée.
En décembre 2008, WSDOT a publié un plan à moyen terme détaillant les projets nécessaires pour atteindre le point médian de niveau de service proposé dans le plan à long terme.
En 2013, le temps de déplacement entre Seattle et Portland est resté le même qu'en 1966, avec les trains les plus rapides effectuant le trajet en 3 heures 30 minutes,. WSDOT a reçu plus de 800 millions de dollars de fonds dans le cadre du plan à moyen terme pour relancer le projet de train à grande vitesse, puisque le corridor est l'un de ceux approuvés et donc admissibles à l'argent de l'ARRA. La date limite pour utiliser ce fonds de relance est septembre 2017.
En 2009, l'Oregon alloua une somme de 2,1 milliards de dollars de subventions fédérales pour réaménager les voies inutilisées du chemin de fer électrique de l'Oregon, parallèles au trajet du Cascades d'Eugene à Portland. Mais il ne reçut pas la subvention. Au lieu de cela, fut réalisée une analyse des itinéraires alternatifs pour permettre plus de trains de voyageurs et des vitesses plus élevées. En 2015, l'itinéraire actuel, avec de nombreuses améliorations, a été choisi par l'Équipe de Projet comme solution recommandée privilégiée.
L'agenda sur cette question est de faire voter par le Conseil de Direction en décembre 2015 un premier projet d’Étude des Incidences Environnementales qui sortira en 2016 avec sa présentation officielle au Conseil de Direction pour finaliser l'alternative recommandée en 2017, suivie de la publication de la version 1 de l'ÉIE et enfin de recevoir le Dossier de Décision en 2018. Ensuite, si les fonds peuvent être trouvés, conception et ingénierie doivent être réalisées avant que toute construction puisse commencer.

### Déviation de Point Defiance

Carte de la Déviation de Point Defiance.

La déviation de Point Defiance est un partenariat avec le Sound Transit pour contourner la voie littorale du Puget Sound du BNSF et tracer une ligne droite entre Tacoma à l'extrémité nord et la rivière Nisqually au sud. Il augmente la vitesse des trains dans le corridor avec une ligne plus droite, plus courte, tout en éliminant la nécessité pour les trains Cascades d'utiliser la voie unique du tunnel Nelson Bennett. En échange de l'amélioration du débit de fret, BNSF a accepté d'augmenter la priorité des trains de voyageurs le long de la partie partagée du corridor. L'ouverture de la rocade en décembre 2017 permettra de réduire le temps de trajet de Seattle à Portland d'environ 20 minutes par trajet.
La construction de la ligne du Sound Transit entre Tacoma et Lakewood a été achevée en 2012, après des études de faisabilité, les travaux de conception et d'acquisition de terres ont commencé en 2005. La première phase de construction a commencé en juin 2009; à cette date, la date d'achèvement a été reportée à 2019. En 2010, l'American Recovery and Reinvestment Act fournit des fonds supplémentaires pour le projet, assez pour garantir une date d'achèvement à l'horizon 2017. la Construction entre Lakewood et Dupont a débuté en décembre 2014 et a été achevée à la mi-2017 et la nouvelle ligne de service voyageurs a été inaugurée le 18 décembre 2017,.
Le train 501, train inaugural, utilisant pour la première fois la déviation de Point Defiance, a déraillé près de Monts Road entre Lakewood et Olympia, le matin du 18 décembre 2017, à environ 7 h 40 du matin. Trois personnes au moins sont décédées dans l'accident, qui a eu lieu sur un viaduc de l'autoroute Interstate 5, et qui a dû obliger la fermeture complète des deux voies de l'autoroute.
Le National Transportation Safety Board a déclaré ce jour-là, lors d'une conférence de presse, que l'enregistreur de bord indiquait une vitesse de 80 m.p.h (129 km/h) alors que la vitesse limite est dans cette zone de 30 m.p.h (48 km/h). Le Positive Train Control, une technologie destinée à réguler la vitesse du train et prévenir les erreurs humaines, avait été déclaré installé sur la ligne, mais les premières enquêtes révèlent qu'il n'était pas actif.
Le 21 décembre 2017 le Département des Transports de l’État de Washington et Sound Transit annoncèrent que la déviation de Point Defiance pour Amtrak resterait fermée tant que le système Positive Train Control ne serait pas totalement installé et approuvé par le FRA. Pendant ce temps Amtrak continuera d'utiliser l'ancienne voie de Puget Sound.
La déviation de Point Defiance a fini par reprendre du service le 18 novembre 2021.

## Fréquentation
Le nombre total d'usagers pour l'année 2008 a été de 774 421, le nombre d'usagers annuel le plus élevé depuis la création du service en 1993. la fréquentation a diminué en 2009 de 740,154, mais a augmenté de 13% au cours de l'exercice de l'année 2010 à 836,499 passagers, et de 847,709 passagers en 2011.
La fréquentation a diminué de façon constante entre 2011 et 2015, attribuée en partie à la concurrence du transporteur low cost BoltBus, qui a ouvert une ligne sans arrêt Seattle–Portland route en mai 2012,,. Le faible des prix du carburant et les changements d'horaires en raison de la construction de voies ont également contribué à la baisse. Le nombre d'usagers a augmenté de nouveau en 2016, et devrait continuer d'augmenter en 2017 et au-delà, après l'achèvement du projet de Déviation de Point Defiance.
| Année                          | 1993   | 1994    | 1995    | 1996    | 1997     | 1998     | 1999    | 2000    | 2001    | 2002    | 2003    | 2004    |
| ------------------------------ | ------ | ------- | ------- | ------- | -------- | -------- | ------- | ------- | ------- | ------- | ------- | ------- |
| Nombre d'usagers               | 94 061 | 180 209 | 286 656 | 304 566 | 349 761  | 425 138  | 452 334 | 530 218 | 560 381 | 584 346 | 589 743 | 603 059 |
| Évolution en glissement annuel | —      | 86 148  | 106 447 | 17 910  | 45 195   | 75 377   | 27 196  | 77 884  | 30 163  | 23 965  | 5 397   | 13 316  |
| % d'évol. en glissement annuel | —      | 91.6%   | 59.1%   | 6.2%    | De 14,8% | De 21,6% | 6.4%    | 17.2%   | 5.7%    | 4.3%    | 0.1%    | 2.3%    |

| Année                          | 2005    | 2006    | 2007    | 2008    | 2009    | 2010    | 2011    | 2012    | 2013    | 2014    | 2015    | 2016    |
| ------------------------------ | ------- | ------- | ------- | ------- | ------- | ------- | ------- | ------- | ------- | ------- | ------- | ------- |
| Nombre d'usagers               | 636 092 | 629 996 | 676 765 | 774 531 | 761 610 | 838 251 | 847 709 | 836 000 | 807 000 | 782 519 | 751 148 | 792 481 |
| Évolution en glissement annuel | 33 033  | −6 096  | 46 769  | 97 766  | −12 921 | 76 641  | 9 458   | −11 700 | −29 000 | −26 000 | −31 371 | 41 333  |
| % d'évol. en glissement annuel | 5.5%    | -1.0%   | 7.4%    | 14.4%   | -1.7%   | 10.1%   | 1.1%    | -1.4%   | -3.5%   | -3.2%   | -4.0%   | 5.5%    |